# Myrmotherula brachyura
A Myrmotherula brachyura a madarak osztályának verébalakúak (Passeriformes) rendjébe és a hangyászmadárfélék (Thamnophilidae) családjába tartozó faj.

## Rendszerezése
A fajt Johann Hermann francia természettudós írta le 1783-ban, a Muscicapae nembe Muscicapae brachyurae néven.

## Előfordulása
Dél-Amerikában, Bolívia, Brazília, Kolumbia, Ecuador, Francia Guyana, Guyana, Peru, Suriname és Venezuela területein honos. Természetes élőhelyei a szubtrópusi és trópusi síkvidéki esőerdők és mocsári erdők. Állandó nem vonuló faj.

## Megjelenése
Testhossza 8 centiméter, testtömege 6-8 gramm.

## Életmódja
Apró rovarokkal táplálkozik és valószínűleg pókokat is fogyaszt.

## Természetvédelmi helyzete
Az elterjedési területe rendkívül nagy, egyedszáma pedig stabil. A Természetvédelmi Világszövetség Vörös listáján nem fenyegetett fajként szerepel.